# Harald Haugaard
Harald Haugaard (født 23. februar 1975) er en dansk violinist og komponist opvokset i Harndrup på Fyn. Han danner par med folkesangeren Helene Blum, og sammen har de optrådt under navnet Helene Blum & Harald Haugaard Band.

## Karriere
Haugaard er uddannet i almen musikpædagogik på Det Fynske Musikkonservatorium i 1998. Han var docent på folkemusikeruddannelsen på stedet fra 2000-2005. Han har desuden undervist på Norges Musikhøgskole, Vestjysk Musikkonservatorium, Ollerup Efterskole, Kungliga Musikhögskolan i Stockholm.
I 2000 spillede han violin på folktronicabandet Sorten Mulds andet studiealbum III.
Sammen med Morten Alfred Høirup dannede han duoen Haugaard & Høirup i 1998. Ved Danish Music Awards Folk har de modtaget adskillige nomineringer og har vundet prisen som "Årets danske folk-artist (traditionel)" og "Årets danske folk-komponist" i 2004. I 2011 udkom hans fjerde soloalbum Den Femte Søster. Ved DMA Folk i 2012 modtog albummet prisen som "Årets danske folk-album", mens Haugaard selv fik prisen som "Årets instrumentalist". Han blev også nomineret til "Årets komponist".
I 2009 udkom hans soloalbum kaldet Burning Fields. Det blev udgivet på Pile House Records, og det modtog fem ud af seks stjerner i musikmagasinet GAFFA. I 2011 udgav han Den Femte Søster, som GAFFA gav fire ud af seks stjerner.
I 2012 tiltrådte han som kunstnerisk leder af folkBALTICA festivalen samt dennes ungdomsensemble. Han har ligeledes været kunstnerisk leder og underviser på Syddansk Folkemusiktalentskole fra 2012-2016.
Han har etableret og er leder af to sommerskoler: Haugaard's International Fiddle School og Haugaard's West Denmark Fiddle School (i hhv. 2008 og 2015).
Haugaard danner par med folkesangeren Helene Blum, og de har også turneret sammen med Helene Blum & Harald Haugaard Band. I 2015 blev de nomineret til "Årets Musiker/Sanger" ved DMA Folk.

## Priser
- 2008 Dansk Musikforbunds Hæderspris[9]
- 2012 Odense Live Prisen: Odense Live Hovedprisen[10][11]
- 2012 DMA Folk "Årets danske folk-album" og "Årets instrumentalist"[12]
- 2 Preis der Deutschen Schallplattenkritik[13]
- Europäischer Folkpreis "Eisener Eversteiner"

## Diskografi

### Solo
- Burning Fields (2009)
- Den Femte Søster (2011)
- Lys og Forfald (2015)

### Med Haugaard & Høirup
- Duo For Violin Og Guitar (1999)
- Lys (2001)
- Om Sommeren (2003)
- Gæstebud / Feast (2005)
- Rejsedage / Traveling (2008)

### Gæstemusiker
- III med Sorten Muld (2000)